# 創富坊
《創富坊》（英語：Money Smart），香港電視廣播有限公司製作的財經資訊節目，於2008年1月2日至2016年2月19日，逢星期一至五港股交易時段在高清翡翠台播映。節目同時於myTV網上同步直播。這節目初期並非以全高清製作，但已經於2009年2月2日起，開始改為高清製作。創富坊與香港一般財經資訊節目不同，並非由新聞部製作，是綜藝娛樂部負責製作。因此主持、節目風格以至佈景設計與一般財經資訊節目有些差別。
節目正式啟播前，安排於2008年1月1日播映《創富新紀元》（與翡翠台同步廣播），介紹《創富坊》的內容。
2016年2月22日起，隨高清翡翠台改名為J5（該台於2017年8月15日改名為無綫財經台，再於2018年1月20日改名為無綫財經·資訊台，又再於2022年9月5日改名為無綫財經 體育 資訊台），本節目停止播放，由新聞部類似節目《智富360°》取代。曾有幾個原有環節則被抽出成為獨立節目，但已經取消。而《摩根大通特約：通悉牛熊》在2022年3月1日恢復播映。
2024年4月22日起，隨無綫財經 體育 資訊台停播，《摩根大通特約：通悉牛熊》改在TVB Plus播映。

## 主持

### 末任
- 陳慧儀（離開無綫電視）[2][3]
- 朱凱婷[4]
- 蔡康年（留任環節主持）[5]
- 葉永禧（曾留任環節主持）
- 麥雅緻[6]
- 李曉東（曾新任環節主持）

### 前任
- 蔡子健（離開無綫電視）
- 何傲芝（離開無綫電視）
- 李靄璣（離開無綫電視）[7]
- 李穎琳（記者；轉職無綫新聞）
- 譚偉丞（記者）
- 張可頤（離開無綫電視）
- 林莉（離開無綫電視）
- 鄧一君（任職財富管理）
- 朱慧敏[8]
- 呂慧儀
- 林芷彤（記者）
- 羅佩怡（離開無綫電視，曾轉職亞視新聞；現主持香港電視娛樂ViuTV同類節目《智富通》）
- 許穎（〈投資人生〉環節主持；曾主持《J5龍門陣》；離開無綫電視）
- 陳佩兒（記者；離開無綫電視，現主持香港電視娛樂ViuTV同類節目《智富通》）
- 何駿彥（記者；轉職無綫新聞）

- 林嘉麒 比富達證券研究部主管
- 蘇沛豐 招銀國際證券研究部策略師
- 涂國杉 永豐金融集團研究部主管
- 黃敏碩 康宏證券及資產管理董事
- 沈慶洪 騰祺基金管理投資管理董事
- 趙晞文 信達國際研究部副主管
- 莊志豪 致富證券資產管理部聯席董事
- 潘鐵珊 阿仕特朗資本管理首席投資總監
- 郭思治 耀才證券市務總監
- 歐業亨 滙業財經營運總監
- 郭家耀 中國銀盛財富管理首席策略師
- 陳鳳珠 華金研究國際研究部總監
- 盧志威 豐盛資產管理組合交易經理
- 植耀輝 耀才證券市場研究部副經理
- 林家亨 恆發金融董事總經理
- 熊麗萍 友達資產管理董事
- 溫鋼城 中投傲揚基金經理
- 林建華 英皇證券銷售部副總裁
- 李偉傑 財經評論員
- 黃德几 金利豐證券研究部執行董事[9]
- 羅尚沛 銀河證券業務發展董事[3]
- 連敬涵 AMTD證券及資產管理業務總經理
- 彭偉新 京華山一國際研究部主管
- 白韌 中銀國際證券執行董事
- 鄧威信 星展銀行(香港)高級證券策略顧問
- 梁杰文 宏高證券投資經理
- 藺常念 智易東方證券行政總裁
- 黃志陽 財經評論員
- 常劍鋒 東方財經評論員
- 江勇 第一財經評論員
- 呂嵩杰 中國民族證券投資顧問
- 文錦輝 晉峰金融集團國際業務總監
- 羅明立 亨達集團助理總經理
- 溫灼培 恒生投資服務有限公司首席分析員
- 陳健豪 ADS Securities零售市場銷售總監
- 黃耀明 百利好金融集團研究部董事
- 孫明哲 高盛(亞洲)衍生產品部董事總經理
- 司徒光耀 高盛(亞洲)證券衍生產品部執行董事
- 黃集恩 法國巴黎銀行上市衍生產品部執行董事
- 薛健鋒 法國巴黎銀行上市衍生產品部聯席董事
- 于正人 瑞銀亞洲股票衍生產品銷售部董事總經理
- 李靄欣 瑞銀亞洲股票衍生產品銷售部執行董事
- 卓素華 瑞銀亞洲股票衍生產品銷售部董事
- 張智卓 摩根大通香港認股證牛熊證銷售及市場部主管
- 雷琨傑 摩根大通香港認股證牛熊證銷售及市場部
- 陳其志 法興證券上市產品銷售部主管
- 周翰宏 法興證券上市產品銷售部副總裁
- 蔡秀虹 法興證券上市產品銷售部副總裁
- 呂梓毅 信報投資分析部首席經濟及策略師(<通風報信>環節嘉賓)
- 江小魚 <小魚大茶飯>環節嘉賓
- 陳承龍 <乘勝追擊>環節嘉賓主持

## 停播前環節
- 滬港通天下
- 股市最前線
- 創富坊高人論證（高盛（亞洲）特約）
- 小魚大茶飯
- 創富坊法證攻防（法國巴黎銀行特約）[10]
- 創富坊牛熊薈瑞（瑞銀集團特約）
- 創富坊通悉牛熊（摩根大通特約）
- 貼市推介
- 創富坊牛熊直擊（法興特約）
- 外匯期貨
- 異動股
- 十大活躍港股
- 香港樓通量
- 創新基遇
- 通風報信
- 乘勝追擊
- 明日攻防

## 已取消／不定期環節
- 港股啟示錄
- 國際投知
- 理財大計
- 半日攻防
- 沽空報防
- 企業商經
- 另類創富
- 優遊天下
- 大行Report
- 創富坊輪證麥碼（麥格理特約）[11]
- 創富坊輪證短打（渣打銀行特約）
- 創富坊午市匯報
- 書‧傳‧意
- 基本資識
- 滬港通互聯互通
- 金融財智
- 在商言商[11]
- 投資新角度
- 環球焦點
- 創富坊大馬樓通量
- 投資人生
- 博弈市場

## 播映時間
《創富坊》逢星期一至五港股交易日於以下時段播出，各時段之間則播出《交易現場》及／或《新聞提要》：
- 上午
  - 09:00-10:00
  - 10:20-11:45
- 下午
  - 13:30-15:00
  - 15:20-16:15

若當日港股僅上午開市，下午休市（如某些公眾假期以外的假期），本節目亦會提早完結。
另外，當高清翡翠台需要播映NBA、奧運等直播賽事時，節目將暫時改於J2播映，直至賽事直播完畢後才恢復於高清翡翠台播映，此項安排同樣適用於《交易現場》及《新聞提要》。因北京奧運結束，以及2012年10月後無綫電視不再擁有NBA在香港的播映權，該項措施已取消。

## 特別版
- 創富英雄會（由亨達集團特約）

## 批評

### 部份主持藝員出身
相對於一般財產節目節目，《創富坊》特色是大量起用藝員出身的主持。由於這類主持過去並沒有接受新聞從業員的教育及訓練，再加上沒有字幕機關係，讀稿時間中會出現不流暢，令部份觀眾覺得節目水平欠佳。
無綫電視為了改善此節目的形象，於2013年起羅致財經新聞記者成為節目主持，希望建立專業形象。
藝員出身的主持朱慧敏曾透露一面拍劇一面兼顧主持工作的辛勞。而蔡康年則稱自己因長年主持財經節目，局限了劇集演出機會，只准許演專業人士角色。

### 節目浪費大氣電波 收視偏低
由於一般投資散戶大多走去銀行看電算機，以至收看收費電視較為專業的財經資訊節目。無線亦已設《交易現場》節目，使《創富坊》一向收視偏低（其後的《智富360°》收視更不足1點，比《創富坊》更低），難以吸引觀眾收看。
節目亦被網民批評浪費絕無僅有的大氣電波，霸佔太多時間。長遠應縮短播映時間甚至停播，最終節目於2016年2月19日播出最後一集。
然而，電視廣播有限公司曾在其周年報告中形容《創富坊》為王牌財經節目。

### 違規宣傳贊助商
2012年通訊事務管理局接獲投訴，此節目由法國巴黎銀行贊助的環節「法證攻防」中，只介紹了由贊助商獨家發行的金融產品，如同廣告。通訊事務管理局認為此環節過分突出贊助商，已違反《電視節目守則》，而這是首宗接受贊助的財經環節出現這種違規情況，裁定向無綫電視發出勸喻。

## 軼事
記者出身的林芷彤以16秒速度讀出一份130字的免責聲明，引起了各大市民挑戰。藝員出身的另一主持蔡康年亦以高速讀免責聲明見稱。

## 記事
- 2008年1月1日：翡翠台及高清翡翠台同步播放《創富新紀元》，介紹本節目內容。
- 2008年1月2日起：本節目正式於高清翡翠台啟播，播映時間為09:30-10:15、10:25-12:35、12:45-13:00、13:20-15:00、15:10-16:50及17:00-18:00。
- 2008年6月2日起：13:20-15:00及15:10-16:50兩節時段分別改為13:45-15:15及15:25-16:50。
- 2008年8月8日至8月21日：因高清翡翠台直播2008年北京奧運，《創富坊》及《交易現場》改於J2播映，本節目於J2的播映時間為09:30-10:15、10:25-12:35、12:45-13:00、14:00-15:15及15:25-16:50。
- 2009年2月2日起：本節目改以高清製作。
- 2009年6月15日起：本節目大幅縮短播映時間，改為09:30-10:15、10:30-11:35、11:40-12:15、12:25-12:30、14:15-15:30、15:45-16:45及17:00-17:15。
- 2010年12月20日起：14:15-15:30及15:45-16:45兩節時段分別改為14:15-15:05及15:15-16:45。
- 2011年3月7日起：為配合香港交易所提早港股開市時間，播映時間改為09:00-10:00、10:15-11:35、11:40-11:50、13:15-15:05及15:15-16:30。
- 2012年1月3日起：由於取消16:30播出的一節《交易現場》，15:15-16:30此節時段延長至16:40。
- 2014年11月17日起：由於10:10要播出一節《滬港直播室》，10:15-11:35此節時段延至10:20播映。
- 2015年1月5日起：10:20-11:35一節時段延長至11:45/11:50，13:15-15:05一節時段改為13:30-15:00播映，並取消11:40-11:50及15:15-16:40兩節。
- 2015年5月11日起：增加15:20-16:15一節時段。